# Ernst-Günter Habig
Pour les articles homonymes, voir Habig.
Ernst-Günter Habig (né le 14 septembre 1935 et mort le 14 mars 2012 à Cologne) est un footballeur et entraîneur de football allemand. Il participe aux Jeux olympiques de 1956 où les Allemands sont éliminés dès le premier tour par les Soviétiques, malgré un but de Habig.

## Palmarès
- Vainqueur du Championnat d'Allemagne de football en 1962 avec le 1. FC Cologne.